# Baldissero Canavese
Baldissero Canavese is een gemeente in de Italiaanse provincie Turijn (regio Piëmont) en telt 510 inwoners (31-12-2004). De oppervlakte bedraagt 4,4 km², de bevolkingsdichtheid is 116 inwoners per km².

## Demografie
Baldissero Canavese telt ongeveer 249 huishoudens. Het aantal inwoners daalde in de periode 1991-2001 met 6,2% volgens cijfers uit de tienjaarlijkse volkstellingen van ISTAT.
| Jaar | Inwoneraantal |
| ---- | ------------- |
| 1991 | 547           |
| 2001 | 513           |

## Geografie
Baldissero Canavese grenst aan de volgende gemeenten: Castellamonte, Vistrorio, Vidracco, Strambinello, Torre Canavese.

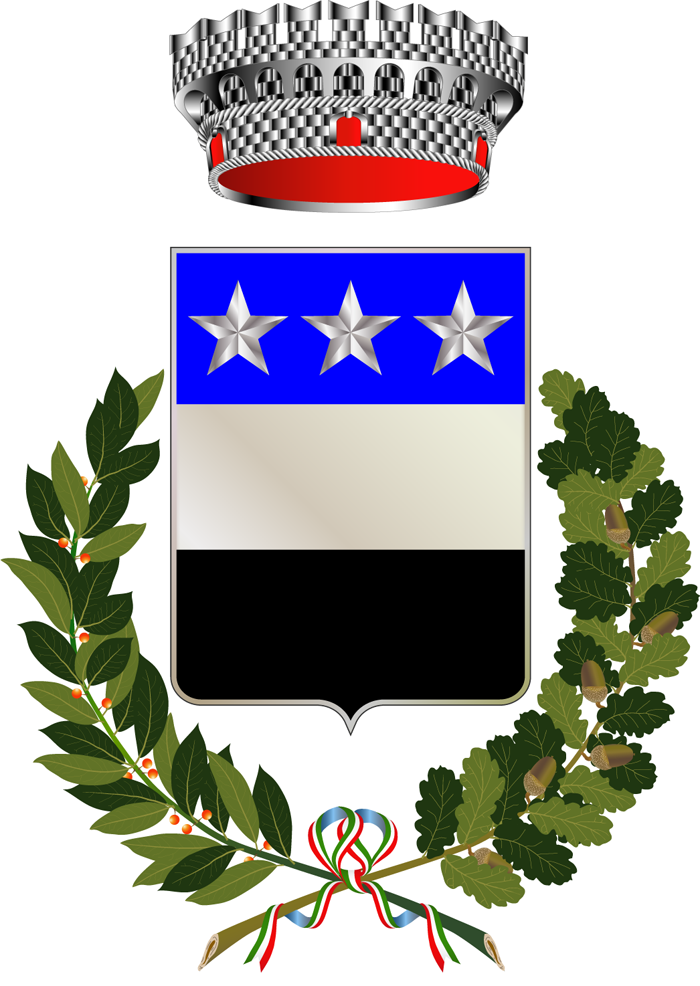
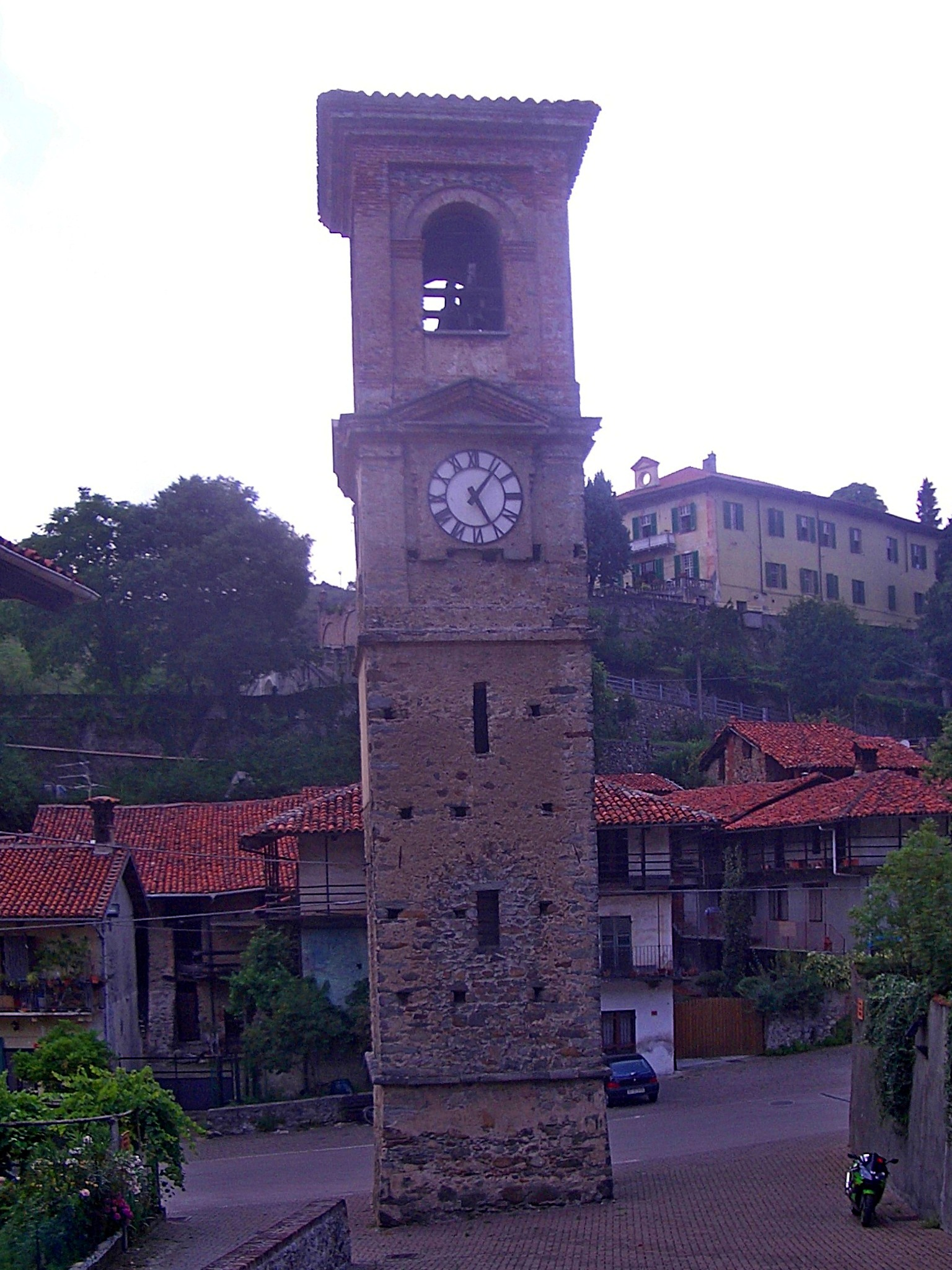
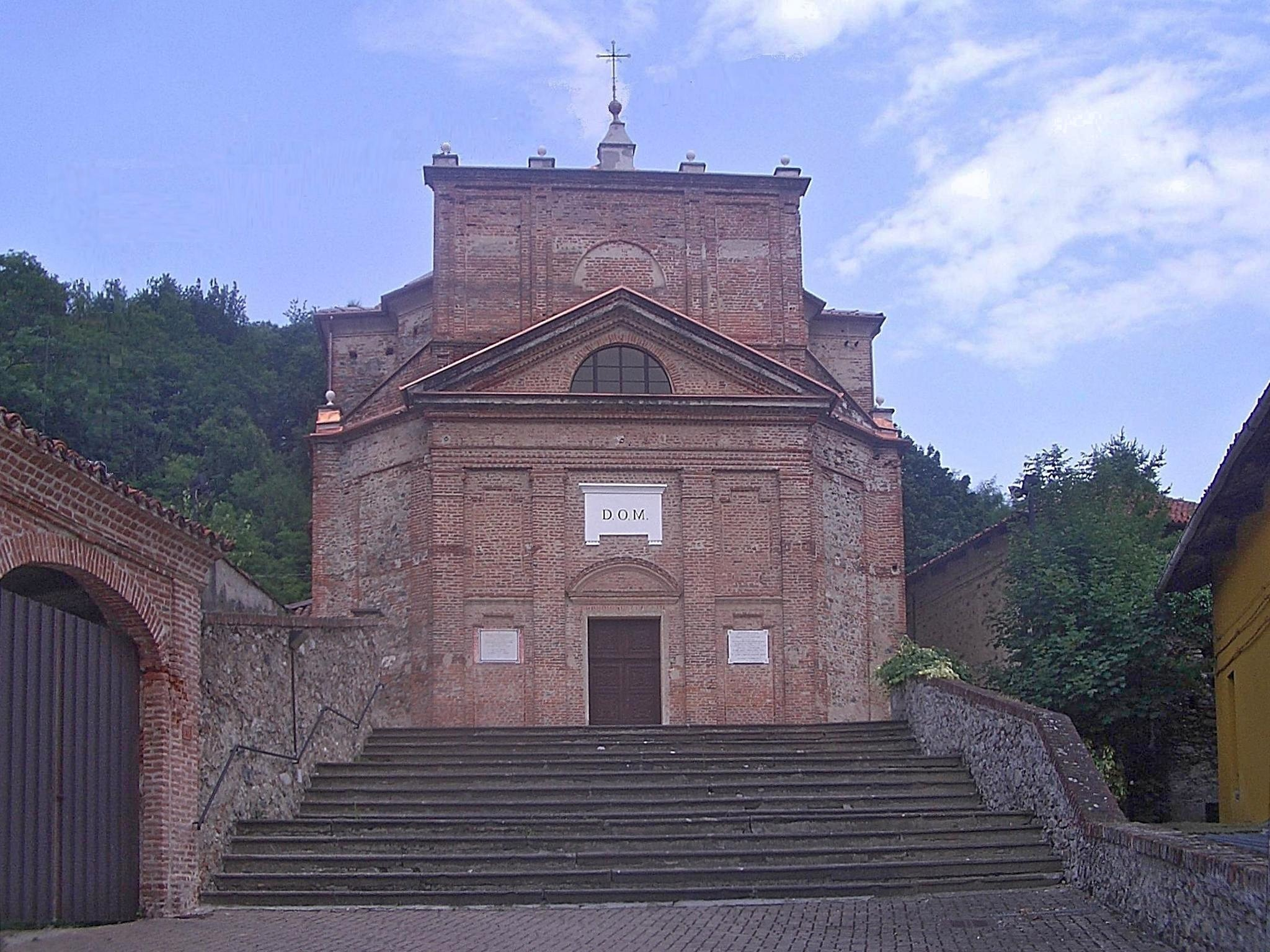
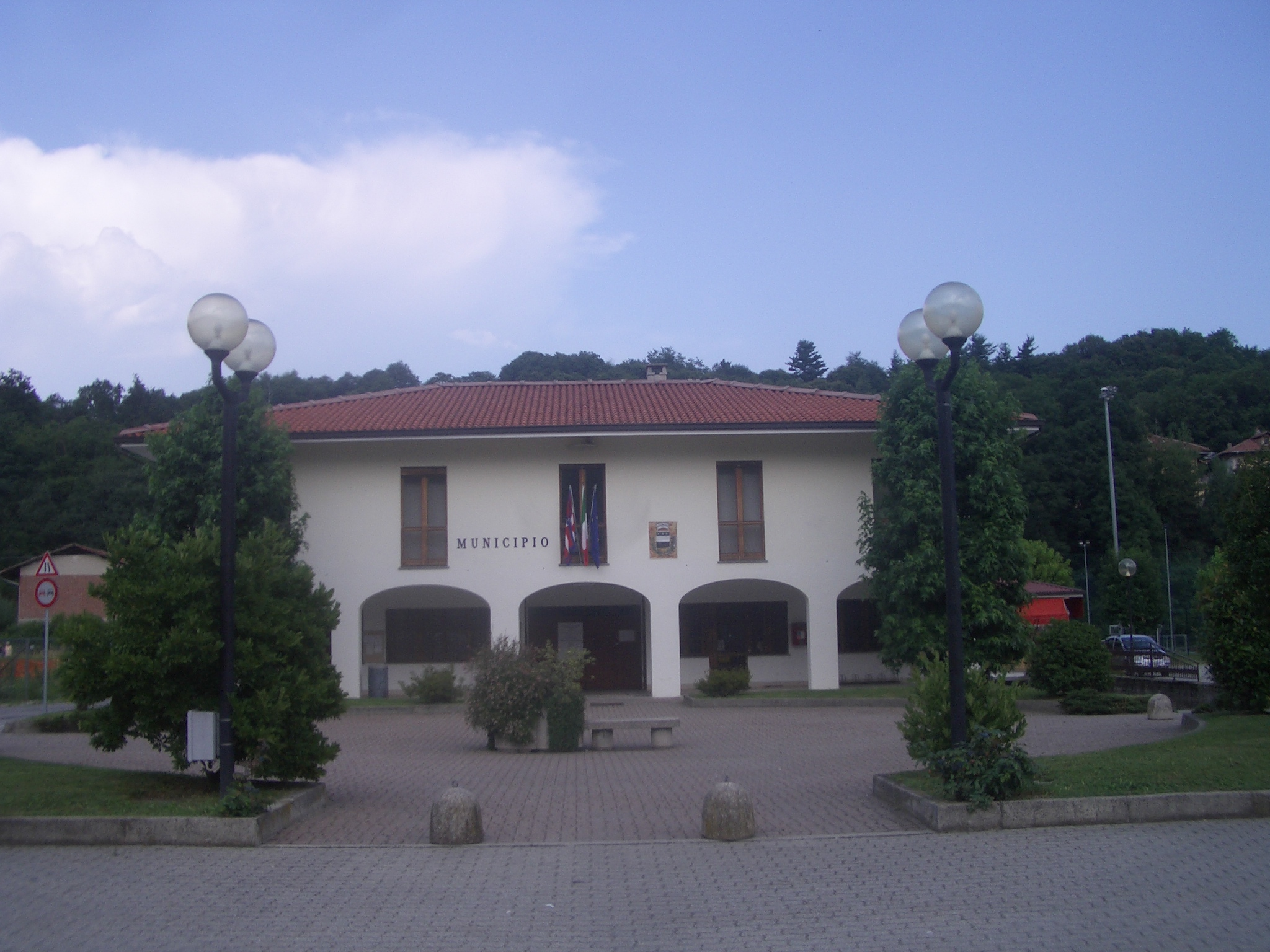

1. ↑  https://demo.istat.it/?l=it.